# Discografia dei Rolling Stones
Questa voce contiene l'intera discografia della band britannica The Rolling Stones, dagli esordi nel 1963 sino ai tempi odierni.
Come per i Beatles, anche i Rolling Stones hanno visto per i primi anni della loro attività una discografia "americana" ed una discografia "inglese". Per gli Stones questa situazione è perdurata sino alla pubblicazione di Between the Buttons. Negli USA sono infatti usciti LP appositi per quel mercato quali Flowers, December's Children (And Everybody's) e The Rolling Stones, Now!.
Lo stesso Aftermath (1966), uscito quasi in contemporanea su entrambe le sponde dell'Atlantico, ha una lista tracce diversa a seconda che si tratti dell'edizione inglese (con What to Do e Out of Time) o americana (con Paint It Black). Tutti i titoli, sia "americani" sia "inglesi", sono disponibili sul mercato anche grazie ad una recente operazione di restyling e rimasterizzazione.

## Album

### Album in studio
| Anno | Titolo                                                                                           | Classifiche | Classifiche | Classifiche | Classifiche | Classifiche | Classifiche | Classifiche | Certificazioni |
| Anno | Titolo                                                                                           | UK          | US          | AUS         | CAN         | FRA         | GER         | JPN         | Certificazioni |
| ---- | ------------------------------------------------------------------------------------------------ | ----------- | ----------- | ----------- | ----------- | ----------- | ----------- | ----------- | --- |
| 1964 | The Rolling Stones - Pubblicato: 16 aprile 1964 - Etichetta: Decca Records                       | 1           | 11          | —           | —           | 45          | 2           | —           | - MC: Platino - RIAA: Oro |
| 1964 | 12 x 5 - Pubblicato: 17 ottobre 1964 - Etichetta: London Records                                 | —           | 3           | —           | —           | —           | —           | —           | - RIAA: Oro |
| 1965 | The Rolling Stones No.2 - Pubblicato: 15 gennaio, 1965 - Etichetta: Decca Records                | 1           | —           | —           | —           | 45          | 1           | —           | |
| 1965 | The Rolling Stones, Now! - Pubblicato: 13 febbraio, 1965 - Etichetta: London Records             | —           | 5           | —           | —           | —           | —           | —           | - RIAA: Oro |
| 1965 | Out of Our Heads - Pubblicato: 24 settembre, 1965 - Etichetta: Decca Records                     | 2           | 1           | —           | —           | —           | 2           | —           | - RIAA: Platino |
| 1965 | December's Children (And Everybody's) - Pubblicato: 4 dicembre, 1965 - Etichetta: London Records | —           | 4           | —           | —           | —           | —           | —           | - RIAA: Oro |
| 1966 | Aftermath - Pubblicato: 15 aprile, 1966 - Etichetta: Decca Records                               | 1           | 2           | —           | —           | —           | 1           | —           | - RIAA: Platino - BPI: Argento |
| 1967 | Between the Buttons - Pubblicato: 20 gennaio, 1967 - Etichetta: Decca Records                    | 3           | 2           | —           | —           | —           | 2           | —           | - RIAA: Oro |
| 1967 | Flowers - Pubblicato: 26 giugno, 1967 - Etichetta: London Records                                | —           | 3           | —           | —           | —           | —           | —           | - RIAA: Oro |
| 1967 | Their Satanic Majesties Request - Pubblicato: 8 dicembre, 1967 - Etichetta: Decca Records        | 3           | 2           | 1           | —           | 1           | 4           | 99          | - BPI: Argento - RIAA: Oro |
| 1968 | Beggars Banquet - Pubblicato: 6 dicembre, 1968 - Etichetta: Decca Records                        | 3           | 5           | —           | 3           | 1           | 8           | 124         | - ARIA: Oro - BPI: Oro - MC: Oro - RIAA: Platino |
| 1969 | Let It Bleed - Pubblicato: 5 dicembre, 1969 - Etichetta: Decca Records                           | 1           | 3           | 2           | 4           | 1           | 3           | 11          | - ARIA: Platino - BPI: Platino - MC: Platino - NPVI: Oro - RIAA: 2× Platino |
| 1971 | Sticky Fingers - Pubblicato: 23 aprile, 1971 - Etichetta: Rolling Stones Records                 | 1           | 1           | 1           | 1           | 3           | 1           | 9           | - ARIA: Oro - BPI: Platino - FIMI: Oro - MC: Platino - IFPI NOR: Argento - RIAA: 3× Multi-Platino |
| 1972 | Exile on Main St. - Pubblicato: 12 maggio, 1972 - Etichetta: Rolling Stones Records              | 1           | 1           | 2           | 1           | 97          | 2           | 7           | - ARIA: Platino - FIMI: Oro - BPI: Platino - RIAA: Platino - RMNZ: Oro |
| 1973 | Goats Head Soup - Pubblicato: 31 agosto, 1973 - Etichetta: Rolling Stones Records                | 1           | 1           | 1           | 1           | 1           | 2           | 7           | - BPI: Oro - IFPI DK: Oro - GLF: Oro - MC: Platino - NVPI: Oro - RIAA: 3× Platino |
| 1974 | It's Only Rock 'n' Roll - Pubblicato: 18 ottobre, 1974 - Etichetta: Rolling Stones Records       | 2           | 1           | 7           | 1           | 1           | 12          | 29          | - BPI: Oro - MC: Oro - RIAA: Platino |
| 1976 | Black and Blue - Pubblicato: 23 aprile, 1976 - Etichetta: Rolling Stones Records                 | 2           | 1           | 4           | 1           | 1           | 15          | 32          | - BPI: Oro - MC: Platino - NPVI: Oro - RIAA: Platino |
| 1978 | Some Girls - Pubblicato: 9 giugno, 1978 - Etichetta: Rolling Stones Records                      | 2           | 1           | 3           | 2           | 2           | 6           | 11          | - BPI: Oro - NPVI: Oro - RIAA: 6× Platino - RIAJ: Oro - RMNZ: Platino |
| 1980 | Emotional Rescue - Pubblicato: 20 giugno, 1980 - Etichetta: Rolling Stones Records               | 1           | 1           | 4           | 1           | 1           | 2           | 10          | - BPI: Oro - NPVI: Oro - PROMUSICAE: Oro - RIAA: 2× Multi-Platino - RIAJ: Oro - RMNZ: Platino |
| 1981 | Tattoo You - Pubblicato: 24 agosto, 1981 - Etichetta: Rolling Stones Records                     | 2           | 1           | 1           | 1           | 1           | 3           | 8           | - ARIA: 2x Platino - BPI: Oro - GLF: Oro - MC: 4x Platino - NPVI: Oro - PROMUSICAE: Oro - RIAA: 4× Platino - RIAJ: Oro - RMNZ: Platino |
| 1983 | Undercover - Pubblicato: 7 novembre, 1983 - Etichetta: Rolling Stones Records                    | 3           | 4           | 3           | 2           | 11          | 2           | 12          | - BPI: Oro - PROMUSICAE: Oro - RIAA: Platino - RIAJ: Oro |
| 1986 | Dirty Work - Pubblicato: 24 marzo, 1986 - Etichetta: Rolling Stones Records                      | 4           | 4           | 2           | 2           | 9           | 2           | 6           | - ARIA: Platino - BPI: Oro - BVMI: Oro - MC: Platino - NPVI: Oro - RIAA: Platino - RMNZ: Platino |
| 1989 | Steel Wheels - Pubblicato: 29 agosto, 1989 - Etichetta: Rolling Stones Records                   | 2           | 3           | 8           | 1           | 6           | 2           | 5           | - ARIA: Platino - BPI: Oro - BVMI: Oro - FIMI: Oro - GLF: Oro - IFPI AT: Oro - IFPI FIN: Oro - MC: Platino - NPVI: Oro - PROMUSICAE: Platino - RIAA: 2× Multi-Platino - RIAJ: Oro                                                                                 |
| 1994 | Voodoo Lounge - Pubblicato: 11 luglio, 1994 - Etichetta: Virgin Records                          | 1           | 2           | 1           | 1           | 2           | 1           | 2           | - AMPROFON: Platino - ARIA: Oro - BEA: Oro - BPI: Oro - BVMI: Platino - GLF: Oro - IFPI AT: Oro - IFPI NOR: Oro - IFPI SW: Oro - MC: 3x Platino - IRMA: Argento - NVPI: Platino - PROMUSICAE: Oro - RIAA: 2× Multi-Platino - RIAJ: Oro - RMNZ: Oro - SNEP: 2x Oro |
| 1997 | Bridges to Babylon - Pubblicato: 29 settembre, 1997 - Etichetta: Virgin Records                  | 6           | 3           | 19          | 2           | 2           | 1           | 10          | - AMPROFON: Oro - BEA: Oro - BPI: Gold - BVMI: Platino - GLF: Oro - IFPI AT: Platino - IFPI NOR: Oro - IFPI SW: Platino - MC: Platino - NPVI: Platino - PROMUSICAE: Platino - RIAA: Platino - RIAJ: Platino - SNEP: 2x Oro - ZPAV: Oro                            |
| 2005 | A Bigger Bang - Pubblicato: 5 settembre, 2005 - Etichetta: Virgin Records                        | 2           | 3           | 4           | 1           | 3           | 1           | 5           | - BPI: Oro - BVMI: Platino - CAPIF: Platino - GLF: Oro - IFPI AT: Oro - IFPI GR: Oro - IFPI SW: Oro - MC: Platino - NVPI: Oro - PROMUSICAE: Oro - RIAA: Platino - RIAJ: Oro - RMNZ: Oro - SNEP: Oro - ZPAV: Oro                                                   |
| 2016 | Blue & Lonesome - Pubblicato: 2 dicembre, 2016 - Etichetta: Polydor Records                      | 1           | 4           | 1           | 2           | 2           | 1           | 3           | - ARIA: Oro - BEA: Platino - BPI: Platino - BVMI: 3x Oro - FIMI: Oro - IFPI AT: Platino - IFPI DK: Oro - MC: Oro - NVPI: 2x Platino - PROMUSICAE: Oro - RMNZ: Oro - SNEP: 2x Platino - ZPAV: Platino                                                              |
| 2023 | Hackney Diamonds - Pubblicato: 20 ottobre 2023 - Etichetta: Polydor Records                      | 1           | 3           | 1           | 8           | 1           | 1           | 5           | - BPI: Oro - BVMI: Oro - FIMI: Oro - IFPI AT: Oro - IFPI SW: Oro - NPVI: Oro - SNEP: Oro - ZPAV: Oro |

### Album dal vivo
| Titolo                                                           | Data di pubblicazione | Etichetta              | Posizione massima in classifica | Posizione massima in classifica | Posizione massima in classifica | Posizione massima in classifica | Posizione massima in classifica | Posizione massima in classifica | Certificazioni |
| Titolo                                                           | Data di pubblicazione | Etichetta              | UK                              | US                              | AUS                             | FRA                             | GER                             | JPN                             | Certificazioni |
| ---------------------------------------------------------------- | --------------------- | ---------------------- | ------------------------------- | ------------------------------- | ------------------------------- | ------------------------------- | ------------------------------- | ------------------------------- | --- |
| Got Live If You Want It! (solo USA)                              | 10 dicembre, 1966     | London Records         | —                               | 6 (48 wks)                      | —                               | 40                              | 2                               | 75                              | - RIAA: Oro |
| Get Yer Ya-Ya's Out!                                             | 4 settembre, 1970     | Decca Records          | 1 (16 wks)                      | 6 (23 wks)                      | 2                               | 11                              | 6                               | 30                              | - BPI: Argento - MC: Oro - RIAA: Platino                                                                                                   |
| Love You Live                                                    | 23 settembre, 1977    | Rolling Stones Records | 3 (8 wks)                       | 5 (17 wks)                      | 10                              | 1                               | 22                              | 11                              | - BPI: Oro - RIAA: Oro |
| Still Life                                                       | 1º giugno, 1982       | Rolling Stones Records | 4 (18 wks)                      | 5 (23 wks)                      | 10                              | 13                              | 4                               | 14                              | - ARIA: Oro - BPI: Oro - MC: Platino - PROMUSICAE: Oro - RIAA: Platino - RIAJ: Oro                                                         |
| Flashpoint                                                       | 2 aprile, 1991        | Rolling Stones Records | 6 (7 wks)                       | 16 (17 wks)                     | 12                              | 4                               | 5                               | 4                               | - BPI: Oro - BVMI: Oro - IFPI AT: Oro - IFPI SW: Oro - MC: Oro - NVPI: Platino - RIAA: Oro - RIAJ: Oro - RMNZ: Oro                         |
| Stripped                                                         | 13 novembre, 1995     | Virgin Records         | 9 (11 wks)                      | 9 (19 wks)                      | 7                               | 4                               | 3                               | 12                              | - ARIA: Oro - BEA: Oro - BPI: Oro - BVMI: Oro - IFPI AT. Oro - IFPI NOR: Platino - NVPI: Oro - PROMUSICAE: Oro - RIAA: Platino - RIAJ: Oro |
| The Rolling Stones Rock and Roll Circus                          | 14 ottobre, 1996      | Decca Records          | 12 (4 wks)                      | 92 (3 wks)                      | 46                              | —                               | 55                              | 34                              | |
| No Security                                                      | 2 novembre, 1998      | Virgin Records         | 67 (1 wk)                       | 34 (8 wks)                      | —                               | 7                               | 5                               | 22                              | - CAPIF: Oro - IFPI AT: Oro |
| Live Licks                                                       | 1º novembre, 2004     | Virgin Records         | 38 (4 wks)                      | 50 (2 wks)                      | —                               | 38                              | 9                               | 16                              | - AFP: Oro - BPI: Oro - CAPIF: Oro - IFPI AT: Oro - NPVI: Oro - RIAA: Oro                                                                  |
| Shine a Light                                                    | 1º aprile, 2008       | Polydor Records        | 2 (7 wks)                       | 11 (7 wks)                      | 28                              | 27                              | 7                               | 6                               | - BPI: Oro - ZPAV: Oro |
| Brussels Affair (Live 1973)                                      | 18 ottobre, 2011      | Promotone BV           | —                               | —                               | —                               | —                               | —                               | —                               | |
| Some Girls: Live in Texas '78                                    | 15 novembre, 2011     | Eagle Vision           | —                               | —                               | —                               | 194                             | 34                              | 106                             | - RIAA: Oro |
| Hampton Coliseum (Live 1981)                                     | 30 gennaio, 2012      | Promotone BV           | —                               | —                               | —                               | —                               | 19                              | —                               | |
| L.A. Friday (Live 1975)                                          | 2 aprile, 2012        | Promotone BV           | —                               | —                               | —                               | —                               | 19                              | —                               | |
| Live at the Tokyo Dome (Live 1990)                               | 11 luglio, 2012       | Promotone BV           | —                               | —                               | —                               | —                               | 21                              | —                               | |
| Light the Fuse (Live 2005)                                       | 16 ottobre, 2012      | Promotone BV           | —                               | —                               | —                               | —                               | —                               | —                               | |
| Live at Leeds 1982                                               | 13 novembre, 2012     | Promotone BV           | —                               | —                               | —                               | —                               | 43                              | —                               | |
| Hyde Park Live                                                   | 22 luglio, 2013       | Promotone BV           | 16                              | 19                              | —                               | —                               | —                               | —                               | - BPI: Argento - RIAA: Oro |
| Totally Stripped                                                 | 3 giugno, 2016        | Promotone BV           | —                               | —                               | —                               | —                               | 7                               | —                               | |
| Havana Moon                                                      | 11 novembre, 2016     | Universal              | —                               | —                               | —                               | —                               | 4                               | —                               | - SNEP: 2x Platino |
| Sticky Fingers Live at Fonda Theatre (From The Vault Collection) | settembre, 2017       | Eagle Vision           | —                               | —                               | —                               | —                               | 10                              | —                               | - SNEP: Oro |
| San Jose’ 99 (From The Vault Collection)                         | 13 luglio, 2018       | Eagle Vision           | —                               | —                               | —                               | 115                             | 6                               | —                               | |
| Voodoo Lounge Uncut                                              | 16 novembre, 2018     | Eagle Vision           | —                               | —                               | —                               | 147                             | —                               | 10                              | |
| Bridges to Bremen                                                | 21 giugno, 2019       | Eagle Vision           | —                               | —                               | —                               | 132                             | 6                               | —                               | |
| Bridges to Buenos Aires                                          | 8 novembre, 2019      | Eagle Vision           | —                               | —                               | —                               | 141                             | 15                              | —                               | |
| Steel Wheels Live                                                | 25 settembre, 2020    | Eagle Vision           | —                               | 120                             | —                               | 132                             | 2                               | —                               | |
| El Mocambo 1977                                                  | 13 maggio, 2022       | Polydor Records        | 24                              | 61                              | 91                              | —                               | 8                               | 8                               | |

### Raccolte
| Titolo                                     | Data di pubblicazione | Etichetta                           | Posizione massima in classifica | Posizione massima in classifica | Posizione massima in classifica | Posizione massima in classifica | Posizione massima in classifica | Posizione massima in classifica | Certificazioni |
| Titolo                                     | Data di pubblicazione | Etichetta                           | UK                              | US                              | AUS                             | FRA                             | GER                             | JPN                             | Certificazioni |
| ------------------------------------------ | --------------------- | ----------------------------------- | ------------------------------- | ------------------------------- | ------------------------------- | ------------------------------- | ------------------------------- | ------------------------------- | --- |
| Big Hits (High Tide and Green Grass)       | 2 aprile, 1966        | London Records                      | -4                              | 3 (99 wks)                      | 7                               | 35                              | —                               | —                               | - BPI: Argento - MC: Oro - RIAA: 2x Platino |
| Through the Past, Darkly (Big Hits Vol.2)  | 12 settembre, 1969    | Decca Records                       | 2 (37 wks)                      | 2 (32 wks)                      | 9                               | 4                               | 13                              | 118                             | - BPI: Oro - RIAA: Platino |
| Stone Age                                  | 6 marzo, 1971         | Decca Records                       | 4 (7 wks)                       | —                               | —                               | —                               | 30                              | —                               | - |
| Gimme Shelter                              | 10 settembre, 1971    | Decca Records                       | 19 (5 wks)                      | —                               | —                               | —                               | —                               | 30                              | - |
| Hot Rocks 1964-1971                        | 20 dicembre, 1971     | ABKCO Records                       | —                               | 4 (243 wks)                     | 10                              | —                               | —                               | —                               | - ARIA: 3x Platino - BPI: 2x Platino - RIAA: Diamante (12x Platino) - RMNZ: Platino - SNEP: Oro |
| Milestones                                 | 18 febbraio, 1972     | Decca Records                       | 14 (8 wks)                      | —                               | 47                              | —                               | —                               | —                               | - |
| Rock 'n Rolling Stones                     | 13 ottobre, 1972      | Decca Records                       | 41 (1 wk)                       | —                               | 49                              | —                               | —                               | —                               | - |
| More Hot Rocks (Big Hits & Fazed Cookies)  | 11 dicembre 1972      | ABKCO Records                       | —                               | 9 (29 wks)                      | —                               | —                               | —                               | —                               | - MC: Oro - RIAA: Oro |
| No Stone Unturned                          | 5 ottobre, 1973       | Decca Records                       | —                               | -                               | —                               | —                               | —                               | —                               | - |
| Metamorphosis                              | 6 giugno, 1975        | ABKCO Records                       | 45 (1 wk)                       | 8 (13 wks)                      | 51                              | 10                              | —                               | —                               | - |
| Made in the Shade                          | 13 giugno, 1975       | Rolling Stones Records              | 14 (12 wks)                     | 6 (17 wks)                      | 71                              | —                               | —                               | —                               | - MC: Oro - RIAA: Platino |
| Rolled Gold                                | 6 novembre, 1975      | Decca Records                       | 7 (50 wks)                      | —                               | 13                              | —                               | 86                              | 115                             | - BPI: Oro |
| Time Waits for No One: Anthology 1971-1977 | 29 maggio, 1979       | Rolling Stones Records              | —                               | —                               | 98                              | —                               | —                               | —                               | - |
| Solid Rock                                 | 28 ottobre, 1980      | Decca Records                       | —                               | —                               | —                               | —                               | —                               | —                               | - |
| Sucking in the Seventies                   | 9 marzo, 1981         | Rolling Stones Records              | —                               | 15 (12 wks)                     | 39                              | —                               | 64                              | 35                              | - RIAA: Oro - RMNZ.: Oro |
| Rewind (1971-1984)                         | 29 giugno, 1984       | Rolling Stones Records              | 23 (18 wks)                     | 86 (11 wks)                     | —                               | —                               | 31                              | —                               | - NPVI: Oro - RIAA: Oro |
| Singles Collection: The London Years       | 15 agosto, 1989       | Rolling Stones Records              | —                               | 91 (22 wks)                     | —                               | —                               | 28                              | —                               | - ARIA. Oro - BPI: Oro - MC: Oro - RIAA: Platino |
| Jump Back: The Best of The Rolling Stones  | 22 novembre, 1993     | Virgin Records                      | 16 (28 wks)                     | —                               | 9                               | 6                               | 19                              | 37                              | - ARIA: 4x Platino - BEA: Platino - BPI: 2x Platino - BVMI: Oro - CAPIF: Oro - CUD: Oro - GLF: Platino - IFPI AT: Oro - IFPI SW: Platino - NVPI: Platino - Pro Music Brasil: Oro - RIAA: Platino - RMNZ: Platino - SNEP: Platino - ZPAV: Platino                                                                         |
| Forty Licks                                | 30 settembre, 2002    | Virgin/ABKCO/Decca                  | 2 (45 wks)                      | 2 (48 wks)                      | 3                               | —                               | 2                               | 4                               | - ARIA: 2x Platino - BEA: Platino - BPI: 3x Platino - BVMI: Platino - CAPIF: Platino - GLF: Oro - IFPI AT: Platino - IFPI FIN: Oro - IFPI GR: Oro - IFPI SW: Platino - MC: 5x Platino - NVPI: Platino - PROMUSICAE: Platino - Promusica Brasil:Oro - RIAA: 4x Platino - RIAJ: Platino - RMNZ: 2x Platino - SNEP: Platino |
| Rarities 1971-2003                         | 22 novembre, 2005     | Virgin Records                      | —                               | 76 (6 wks)                      | —                               | 110                             | 80                              | 67                              | |
| Rolled Gold+                               | 12 novembre, 2007     | UMTV                                | 26 (7 wks)                      | —                               | —                               | —                               | —                               | —                               | - |
| GRRR!                                      | 12 novembre, 2012     | Universal Music Group/ABKCO Records | 3 (5 wks)                       | 19 (4 wks)                      | 1                               | 1                               | 1                               | 12                              | - ARIA: 2x Platino - BEA: Oro - BPI: Platino - BVMI: Oro - FIMI: Oro - IFPI AT: Platino - IRMA: Oro - PROMUSICAE: Oro - RIAA: Oro - RMNZ: Oro - ZPAV: 2x platino |
| On Air                                     | 1º dicembre, 2017     | Interscope Records                  | 27 (7 wks)                      | 47 (3 wks)                      | —                               | —                               | —                               | —                               | |
| Honk                                       | 19 aprile, 2019       | Promotone BV/Universal Music        | 8 (9 wks)                       | 23 (9 wks)                      | 15                              | 26                              | 6                               | 21                              | - BPI: Oro |
| Fully Finished Studio Outtakes             | 10 marzo 2021         |                                     |                                 |                                 |                                 |                                 |                                 |                                 | |

## Extended play
| Anno | Titolo                                                                           |
| ---- | -------------------------------------------------------------------------------- |
| 1964 | The Rolling Stones - Pubblicato: 17 gennaio 1964 - Etichetta: Decca, London      |
| 1964 | Five by Five - Pubblicato: 14 agosto 1964 - Etichetta: Decca, London             |
| 1965 | Got Live If You Want It! - Pubblicato: 11 giugno 1965 - Etichetta: Decca, London |

## Box Set
| Titolo                     | Data di pubblicazione | Etichetta           |
| -------------------------- | --------------------- | ------------------- |
| Singles 1963-1965          | 26 aprile 2004        | Decca/ABKCO         |
| Singles 1965-1967          | 12 luglio 2004        | Decca/ABKCO         |
| Singles 1968-1971          | 25 febbraio 2005      | Decca/ABKCO         |
| The Rolling Stones Box Set | 17 maggio 2010        | Polydor Records     |
| Singles 1971-2006          | 26 aprile 2011        | Promotone/Universal |
| The Rolling Stones in Mono | 30 settembre 2016     | ABKCO Records       |

## Altri album
- (1969) - Live'r Than You'll Ever Be (album bootleg dal vivo, recensito da Rolling Stone e certificatosi disco d'oro)
- (1972) - Jamming with Edward! - Nicky Hopkins, Ry Cooder, Mick Jagger, Bill Wyman e Charlie Watts (7 gennaio)
- (1979) - Get More Satisfaction (UK, raccolta, interessante per la presenza di Con le mie lacrime versione italiana di As Tears Go By)

## Singoli

### 1960
| Data pubblicazione                            | Titolo                                  | A-side                                                             | B-side                                                                                                   |                                            | Classifiche | Classifiche | Certificazioni                                                                                         |
| Data pubblicazione                            | Titolo                                  | A-side                                                             | B-side                                                                                                   | UK                                         | US          |             | Certificazioni                                                                                         |
| --------------------------------------------- | --------------------------------------- | ------------------------------------------------------------------ | --- | ------------------------------------------ | ----------- | ----------- | --- |
| 7 giugno 1963                                 | Come On/I Want to Be Loved              | Come On (Chuck Berry)                                              | I Want to Be Loved (Willie Dixon)                                                                        |                                            | 21 (14)     | -           | |
| settembre 1963                                | Poison Ivy/Fortune Teller               | Poison Ivy                                                         | Fortune Teller                                                                                           | singolo ritirato prima della distribuzione |             |             | |
| 1º novembre 1963                              | I Wanna Be Your Man/Stoned              | I Wanna Be Your Man (John Lennon/Paul McCartney)                   | Stoned (Nanker Phelge)                                                                                   |                                            | 12 (16)     | -           | |
| 21 febbraio 1964 (UK) 6 marzo 1964 (US)       | Not Fade Away/Little by Little          | Not Fade Away (Norman Petty/Buddy Holly)                           | Little by Little (Nanker Phelge/Phil Spector) [UK] I Wanna Be Your Man (Lennon/McCartney) [US]           |                                            | 3 (15)      | 48 (14)     | |
| 26 giugno 1964 (UK) 25 luglio 1964 (US)       | It's All Over Now/Good Times, Bad Times | It's All Over Now (Bobby Womack/Shirley Womack)                    | Good Times, Bad Times (Jagger/Richards)                                                                  |                                            | 1 (15)      | 26 (10)     | |
| agosto 1964                                   |                                         | Tell Me (Jagger/Richards)                                          | I Just Want to Make Love to You (Dixon)                                                                  |                                            | -           | 24 (10)     | |
| 26 settembre 1964                             | Time Is on My Side/Congratulations      | Time Is on My Side (Norman Meade)                                  | Congratulations (Jagger/Richards)                                                                        | Pubblicato solo negli USA                  | -           | 6 (13)      | |
| 13 novembre 1964                              | Little Red Rooster/Off the Hook         | Little Red Rooster (Dixon)                                         | Off the Hook (Jagger/Richards)                                                                           |                                            | 1 (12)      | -           | |
| 19 dicembre 1964                              | Heart of Stone/What a Shame             | Heart of Stone (Jagger/Richards)                                   | What a Shame (Jagger/Richards)                                                                           | Pubblicato solo negli USA                  | -           | 19 (9)      | |
| gennaio 1965                                  | What a Shame/Heart of Stone             | What a Shame (Jagger/Richards)                                     | Heart of Stone (Jagger/Richards)                                                                         | Pubblicato solo negli USA                  | -           | 124 (1)     | |
| 26 febbraio 1965 (UK) 13 marzo 1965 (US)      | The Last Time/Play with Fire            | The Last Time (Jagger/Richards)                                    | Play with Fire (Nanker Phelge)                                                                           |                                            | 1 (13)      | 9 (10)      | |
| maggio 1965 (US)                              |                                         | Play with Fire (Nanker Phelge)                                     | The Last Time (Jagger/Richards)                                                                          |                                            | -           | 96 (2)      | |
| 27 maggio 1965 (US) 20 agosto 1965 (UK)       |                                         | (I Can't Get No) Satisfaction (Jagger/Richards)                    | The Under-Assistant West Coast Promotion Man (Phelge) [US] The Spider and the Fly (Jagger/Richards) [UK] |                                            | 1 (12)      | 1 (14)      | - BPI: Platino - BVMI: Oro - IFPI DK: Oro - PROMUSICAE: Platino - RIAA: Oro - FIMI (Dal 2009): Platino |
| 25 settembre 1965 (US) 22 ottobre 1965 (UK)   |                                         | Get Off of My Cloud (Jagger/Richards)                              | I'm Free (Jagger/Richards) [US] The Singer Not The Song [UK]                                             |                                            | 1 (12)      | 1 (12)      | |
| 18 dicembre 1965 (US)                         |                                         | As Tears Go By (Jagger/Richards/Oldham)                            | Gotta Get Away (Jagger/Richards)                                                                         |                                            | -           | 6 (9)       | |
| 4 febbraio 1966 (UK) 12 febbraio 1966 (US)    |                                         | 19th Nervous Breakdown (Jagger/Richards)                           | As Tears Go By (Jagger/Richards/Oldham) [UK] Sad Day (Jagger/Richards) [US]                              |                                            | 2 (8)       | 2 (10)      | |
| 7 maggio 1966 (US) 13 maggio 1966 (UK)        |                                         | Paint It Black (Jagger/Richards)                                   | Stupid Girl (Jagger/Richards) [US] Long Long While (Jagger/Richards) [UK]                                |                                            | 1 (10)      | 1 (11)      | - BPI: 2x platino - BVMI: Oro - IFPI DK: Oro - PROMUSICAE: Platino - FIMI (dal 2009): Platino          |
| 20 giugno 1966                                |                                         | Mother's Little Helper (Jagger/Richards)                           | Lady Jane (Jagger/Richards)                                                                              |                                            | -           | 8 (9)       | |
| 20 giugno 1966                                |                                         | Lady Jane (Jagger/Richards)                                        | Mother's Little Helper (Jagger/Richards)                                                                 |                                            | -           | 24 (8)      | |
| 23 settembre 1966 (UK) 24 settembre 1966 (US) |                                         | Have You Seen Your Mother, Baby? (Jagger/Richards)                 | Who's Driving Your Plane? (Jagger/Richards)                                                              |                                            | 5 (8)       | 9 (7)       | |
| 13 gennaio 1967 (UK) 14 gennaio 1967 (US)     |                                         | Let's Spend the Night Together (Jagger/Richards) (Double 'A'-side) | Ruby Tuesday (Jagger/Richards) (Double 'A'-side)                                                         |                                            | 3 (10)      | 55 (8)      | |
| 14 gennaio 1967 (US)                          |                                         | Ruby Tuesday (Jagger/Richards)                                     | Let's Spend the Night Together (Jagger/Richards)                                                         |                                            | -           | 1 (12)      | - RIAA: Oro                                                                                            |
| 18 agosto 1967 (UK) 2 settembre 1967 (US)     |                                         | We Love You (Jagger/Richards)                                      | Dandelion (Jagger/Richards)                                                                              |                                            | 8 (8)       | 50 (7)      | |
| 2 settembre 1967 (US)                         |                                         | Dandelion (Jagger/Richards)                                        | We Love You (Jagger/Richards)                                                                            |                                            | -           | 14 (8)      | |
| 2 dicembre 1967                               |                                         | In Another Land (Bill Wyman)                                       | The Lantern (Jagger/Richards)                                                                            |                                            | -           | 87 (6)      | |
| dicembre 1967                                 |                                         | She's a Rainbow (Jagger/Richards)                                  | 2000 Light Years from Home (Jagger/Richards)                                                             |                                            | -           | 25 (7)      | |
| 24 maggio 1968 (UK) 1º giugno 1968 (US)       |                                         | Jumpin' Jack Flash (Jagger/Richards)                               | Child of the Moon (Jagger/Richards)                                                                      |                                            | 1 (11)      | 3 (12)      | - BPI: Argento                                                                                         |
| 31 agosto 1968                                |                                         | Street Fighting Man (Jagger/Richards)                              | No Expectations (Jagger/Richards)                                                                        |                                            | -           | 48 (7)      | |
| 4 luglio 1969 (UK) 5 luglio 1969 (US)         |                                         | Honky Tonk Women (Jagger/Richards)                                 | You Can't Always Get What You Want (Jagger/Richards)                                                     |                                            | 1 (17)      | 1 (15)      | - BPI: Argento - RIAA: Oro                                                                             |

### 1970
| Data pubblicazione                      | A-side                                                               | B-side                                                                 | Posizione massima in classifica | Posizione massima in classifica | Certificazioni                                                                  |
| Data pubblicazione                      | A-side                                                               | B-side                                                                 | UK                              | US                              | Certificazioni                                                                  |
| --------------------------------------- | -------------------------------------------------------------------- | ---------------------------------------------------------------------- | ------------------------------- | ------------------------------- | ------------------------------------------------------------------------------- |
| 16 aprile 1971 (UK) 17 aprile 1971 (US) | Brown Sugar (Jagger/Richards)                                        | Bitch (Jagger/Richards) (US & UK) Let It Rock (Live) (Berry) [UK only] | #2 (13)                         | #1 (12)                         | - BPI: Argento                                                                  |
| 12 giugno 1971                          | Wild Horses (Jagger/Richards)                                        | Sway (Jagger/Richards)                                                 | -                               | #28 (8)                         | - BPI: Oro                                                                      |
| giugno 1971                             | Street Fighting Man (Jagger/Richards)                                | Surprise, Surprise (Jagger/Richards)                                   | #21 (8)                         | -                               |                                                                                 |
| 15 aprile 1972 (US) 21 aprile 1972 (UK) | Tumbling Dice (Jagger/Richards)                                      | Sweet Black Angel (Jagger/Richards)                                    | #5 (8)                          | #7 (10)                         |                                                                                 |
| 15 luglio 1972                          | Happy (Jagger/Richards)                                              | All Down the Line (Jagger/Richards)                                    | -                               | #22 (8)                         |                                                                                 |
| aprile 1973                             | You Can't Always Get What You Want (Jagger/Richards)                 | Sad Day (Jagger/Richards)                                              | -                               | #42 (9)                         | - BPI: Argento                                                                  |
| 17 agosto 1973 (UK) 28 agosto 1973 (US) | Angie (Jagger/Richards)                                              | Silver Train (Jagger/Richards)                                         | #5 (10)                         | #1 (16)                         | - BPI: Argento - FIMI (dal 2009): Oro - SNEP: Oro - PROMUSICAE: Oro - RIAA: Oro |
| dicembre 1973                           | Doo Doo Doo Doo Doo (Heartbreaker) (Jagger/Richards)                 | Dancing With Mr. D (Jagger/Richards)                                   | -                               | #15 (11)                        |                                                                                 |
| 26 luglio 1974 (UK) 27 luglio 1974 (US) | It's Only Rock 'n' Roll (Jagger/Richards)                            | Through the Lonely Nights (Jagger/Richards)                            | #10 (7)                         | #16 (10)                        |                                                                                 |
| 25 ottobre 1974                         | Ain't Too Proud to Beg (Norman Whitfield/Eddie Holland)              | Dance Little Sister (Jagger/Richards)                                  | -                               | #17 (10)                        |                                                                                 |
| 23 maggio 1975                          | I Don't Know Why (Stevie Wonder/Paul Riser/Don Hunter/Lula Hardaway) | Try A Little Harder (Jagger/Richards)                                  | -                               | #42 (6)                         |                                                                                 |
| agosto 1975                             | Out of Time (Jagger/Richards)                                        | Jiving Sister Fanny (Jagger/Richards)                                  | #45 (2)                         | #81 (3)                         |                                                                                 |
| 20 aprile 1976                          | Fool to Cry (Jagger/Richards)                                        | Crazy Mama (Jagger/Richards)                                           | #6 (10)                         | #10 (9)                         |                                                                                 |
| giugno 1976                             | Hot Stuff (Jagger/Richards)                                          | Fool to Cry (Jagger/Richards)                                          | -                               | #49 (6)                         |                                                                                 |
| 19 maggio 1978                          | Miss You (Jagger/Richards)                                           | Far Away Eyes (Jagger/Richards)                                        | #3 (13)                         | #1 (20)                         | - BPI: Argento - RIAA. Oro                                                      |
| 9 settembre 1978                        | Beast of Burden (Jagger/Richards)                                    | When the Whip Comes Down (Jagger/Richards)                             | -                               | #8 (13)                         | - BPI: Argento                                                                  |
| 15 settembre 1978                       | Respectable (Jagger/Richards)                                        | When the Whip Comes Down (Jagger/Richards)                             | #23 (9)                         | -                               |                                                                                 |
| 29 novembre 1978                        | Shattered (Jagger/Richards)                                          | Everything Is Turning to Gold (Jagger/Richards/Ronnie Wood)            | -                               | #31 (10)                        |                                                                                 |

### 1980
| Data pubblicazione | A-side                                                                         | B-side                                                  | Posizione Massima in classifica | Posizione Massima in classifica | Posizione Massima in classifica | Certificazioni                                                      |
| Data pubblicazione | A-side                                                                         | B-side                                                  | UK                              | US                              | US Mainstream Rock              | Certificazioni                                                      |
| ------------------ | ------------------------------------------------------------------------------ | ------------------------------------------------------- | ------------------------------- | ------------------------------- | ------------------------------- | ------------------------------------------------------------------- |
| 20 giugno 1980     | Emotional Rescue (Jagger/Richards)                                             | Down in the Hole (Jagger/Richards)                      | #9 (8)                          | #3 (19)                         | -                               |                                                                     |
| 19 settembre 1980  | She's So Cold (Jagger/Richards)                                                | Send It to Me (Jagger/Richards)                         | #33 (6)                         | #26 (13)                        | -                               |                                                                     |
| 18 aprile 1981     | If I Was A Dancer (Dance Pt. 2) (Jagger/Richards/Wood)                         |                                                         | -                               | -                               | #26 (4)                         |                                                                     |
| 14 agosto 1981     | Start Me Up (Jagger/Richards)                                                  | No Use In Crying (Jagger/Richards/Wood)                 | #7 (9)                          | #2 (24)                         | #1 (32)                         | - BPI: Platino - FIMI: Platino - IFPI DK: Oro - PROMUSICAE. Platino |
| 30 novembre 1981   | Waiting on a Friend (Jagger/Richards)                                          | Little T&A (Jagger/Richards)                            | #50 (6)                         | #13 (15)                        | #8 (14)                         |                                                                     |
| 30 novembre 1981   | Little T&A (Jagger/Richards)                                                   | Waiting on a Friend (Jagger/Richards)                   | -                               | -                               | #5 (16)                         |                                                                     |
| febbraio 1982      | Hang Fire (Jagger/Richards)                                                    | Neighbours (Jagger/Richards)                            | -                               | #20 (11)                        | #2 (17)                         |                                                                     |
| 1º giugno 1982     | Going to a Go-Go (Live) (Smokey Robinson/Marv Tarplin/Pete Moore/Bobby Rogers) | Beast of Burden (Live) (Jagger/Richards)                | #26 (6)                         | #25 (11)                        | #5 (12)                         |                                                                     |
| 13 settembre 1982  | Time Is on My Side (Live) (Ragavoy)                                            | Twenty Flight Rock (Live) (Ned Fairchild/Eddie Cochran) | #62 (2)                         | -                               | -                               |                                                                     |
| 1º novembre 1983   | Undercover of the Night (Jagger/Richards)                                      | All the Way Down (Jagger/Richards)                      | #11 (11)                        | #9 (14)                         | #2 (14)                         |                                                                     |
| 30 gennaio 1984    | She Was Hot (Jagger/Richards)                                                  | Think I'm Going Mad (Jagger/Richards)                   | #42 (4)                         | #44 (9)                         | #4 (19)                         |                                                                     |
| 30 gennaio 1984    | Think I'm Going Mad (Jagger/Richards)                                          | She Was Hot (Jagger/Richards)                           | -                               | -                               | #50 (2)                         |                                                                     |
| 3 luglio 1984      | Too Tough (Jagger/Richards)                                                    | Miss You (Jagger/Richards)                              | -                               | -                               | #14 (12)                        |                                                                     |
| 5 luglio 1984      | Brown Sugar (Jagger/Richards) (Ristampa)                                       | Bitch (Jagger/Richards) (Ristampa)                      | #58 (4)                         | -                               | -                               | - BPI: Oro (Digitale)                                               |
| 1º dicembre 1984   | Too Much Blood (Dance Version) (Jagger/Richards)                               |                                                         | -                               | -                               | #38 (11)                        |                                                                     |
| 26 febbraio 1986   | Harlem Shuffle (Bob Relf/Earl Nelson)                                          | Had It With You (Jagger/Richards/Wood)                  | #13 (8)                         | #5 (13)                         | #2 (10)                         | - MC: Oro                                                           |
| aprile 1986        | Winning Ugly (Jagger/Richards) PROMO                                           |                                                         | -                               | -                               | #10 (13)                        |                                                                     |
| 20 maggio 1986     | One Hit (to the Body) (Jagger/Richards/Wood)                                   | Fight (Jagger/Richards/Wood)                            | #80 (2)                         | #28 (11)                        | #3 (16)                         |                                                                     |
| 21 agosto 1989     | Mixed Emotions (Jagger/Richards)                                               | Fancy Man Blues (Jagger/Richards)                       | #36 (5)                         | #5 (12)                         | #1 (9)                          |                                                                     |
| settembre 1989     | Sad Sad Sad (Jagger/Richards) PROMO                                            |                                                         | -                               | -                               | #14 (10)                        |                                                                     |
| 13 novembre 1989   | Rock and a Hard Place (Jagger/Richards)                                        | Cook Cook Blues (Jagger/Richards)                       | #63 (3)                         | #23 (14)                        | #1 (19)                         |                                                                     |

### 1990
| Data pubblicazione                         | A-side                                                     | B-side | Posizione massima in classifica | Posizione massima in classifica | Posizione massima in classifica |
| Data pubblicazione                         | A-side                                                     | B-side | UK                              | US                              | US Mainstrem Rock               |
| ------------------------------------------ | ---------------------------------------------------------- | --- | ------------------------------- | ------------------------------- | ------------------------------- |
| 23 gennaio 1990 (US) 18 giugno 1990 (UK)   | Almost Hear You Sigh (Jagger/Richards/Steve Jordan)        | Break the Spell (Jagger/Richards) US Wish I'd Never Met You (Jagger/Richards) [UK]                            | #31 (5)                         | #50 (9)                         | #1 (13)                         |
| 11 giugno 1990                             | Paint It Black (Jagger/Richards) (Ristampa)                | Long Long While (Jagger/Richards)                                                                             | #61 (3)                         | -                               | -                               |
| 11 agosto 1990                             | Terrifying (Jagger/Richards)                               | Wish I'd Never Met You (Jagger/Richards)                                                                      | #82 (2)                         | -                               | #8 (15)                         |
| 4 marzo 1991                               | Highwire (Jagger/Richards)                                 | 2000 Light Years from Home (Live) (Jagger/Richards)                                                           | #29 (4)                         | #57 (7)                         | #1 (11)                         |
| 24 maggio 1991                             | Ruby Tuesday (Live) (Jagger/Richards)                      | Play with Fire (Live) (Jagger/Richards)                                                                       | #59 (2)                         | -                               | -                               |
| maggio 1991                                | Sex Drive (Jagger/Richards) PROMO                          | |                                 | -                               | #40 (3)                         |
| 4 luglio 1994                              | Love Is Strong (Jagger/Richards)                           | The Storm (Jagger/Richards) So Young (Jagger/Richards) [UK only]                                              | #14 (5)                         | #91 (7)                         | #2 (17)                         |
| 26 settembre 1994 (UK) Gennaio 1995 (US)   | You Got Me Rocking (Jagger/Richards)                       | Jump On Top of Me (Jagger/Richards)                                                                           | #23 (3)                         | #113 (2)                        | #2 (19)                         |
| 28 novembre 1994 (UK) 17 ottobre 1994 (US) | Out of Tears (Jagger/Richards)                             | I'm Gonna Drive (Jagger/Richards) So Young [US] (Jagger/Richards) [US] Sparks Will Fly (Jagger/Richards) [UK] | #36 (4)                         | #60 (15)                        | #14 (14)                        |
| gennaio 1995                               | Sparks Will Fly (Jagger/Richards) PROMO                    | | -                               | -                               | #30 (8)                         |
| 3 luglio 1995                              | I Go Wild (Jagger/Richards)                                | (remixes) | #29 (3)                         | -                               | #20 (9)                         |
| 30 ottobre 1995                            | Like a Rolling Stone (Bob Dylan)                           | Black Limousine (Jagger/Richards/Wood) All Down the Line (Jagger/Richards)                                    | #12 (5)                         | #109 (1)                        | #16 (8)                         |
| 1996                                       | Wild Horses (Live)                                         | Live with me (live) / Tumblin dice (live)                                                                     | -                               | -                               | -                               |
| 22 settembre 1997                          | Anybody Seen My Baby? (Jagger/Richards/K.D. Lang/Ben Mink) | (remixes) | #22 (3)                         | -                               | #3 (16)                         |
| dicembre 1997                              | Flip The Switch (Jagger/Richards) PROMO                    | | -                               | -                               | #14 (13)                        |
| 26 gennaio 1998                            | Saint of Me (Jagger/Richards)                              | Gimme Shelter (Jagger/Richards) Anyway You Look At It (Jagger/Richards)                                       | #26 (2)                         | #94 (5)                         | #13 (18)                        |
| 10 agosto 1998                             | Out of Control (Jagger/Richards)                           | (remixes) | #51 (1)                         | -                               | -                               |
| 28 novembre 1998                           | Gimme Shelter (live) (Jagger/Richards) PROMO               | | -                               | -                               | #29 (8)                         |

### 2000
| Data pubblicazione | A-side                                           | B-side                                                                                    | Posizione massima in classifica | Posizione massima in classifica | Posizione massima in classifica |
| Data pubblicazione | A-side                                           | B-side                                                                                    | UK                              | US                              | US Mainstream Rock              |
| ------------------ | ------------------------------------------------ | ----------------------------------------------------------------------------------------- | ------------------------------- | ------------------------------- | ------------------------------- |
| 16 dicembre 2002   | Don't Stop (Jagger/Richards)                     | Miss You (remix) (Jagger/Richards)                                                        | #36 (2)                         | -                               | #21 (16)                        |
| 6 settembre 2003   | Sympathy for the Devil (remix) (Jagger/Richards) | (remixes)                                                                                 | #14 (6)                         | #97 (1)                         | -                               |
| 22 agosto 2005     | Streets of Love (Jagger/Richards)                | Rough Justice (Jagger/Richards)                                                           | #15 (4)                         | -                               | #25 (16)                        |
| Novembre 2005      | Oh No Not You Again (Jagger/Richards) PROMO      |                                                                                           |                                 | -                               | #34 (6)                         |
| 5 dicembre 2005    | Rain Fall Down (Jagger/Richards)                 | remixes                                                                                   | #33 (2)                         | -                               | -                               |
| 21 agosto 2006     | Biggest Mistake (Jagger/Richards)                | Dance Pt.1 (live) (Jagger/Richards/Wood) Before They Make Me Run (live) (Jagger/Richards) | #51 (1)                         | -                               | -                               |
| maggio 2007        | Paint It Black (Jagger/Richards) (Ristampa)      |                                                                                           | #70 (1)                         | -                               | -                               |
| 2010               |                                                  |                                                                                           |                                 |                                 |                                 |
| ottobre 2012       | Doom and Gloom (Jagger/Richards)                 |                                                                                           | #61                             | -                               | -                               |
| gennaio 2013       | One More Shot (Jagger/Richards)                  |                                                                                           | #35                             | -                               | -                               |
| ottobre 2016       | Just Your Fool (Buddy Johnson)                   |                                                                                           | #33                             | #49                             | -                               |
| ottobre 2016       | Hate to See You Go (Little Walter)               |                                                                                           | #78                             | -                               | -                               |
| dicembre 2016      | Ride 'Em On Down (Bukka White)                   |                                                                                           | -                               | #20                             | -                               |

### Anni 2020
| Anno                                                                          | Titolo | Classifiche | Certificazioni | Album di provenienza |
| Anno                                                                          | Titolo | UK          | Certificazioni | Album di provenienza |
| ----------------------------------------------------------------------------- | --- | ----------- | -------------- | -------------------- |
| 2020                                                                          | Living in a Ghost Town - Pubblicato: 23 aprile 2020 - Etichetta: Polydor                                      | 61          |                | /                    |
| 2020                                                                          | Criss Cross - Pubblicato: 9 luglio 2020 - Etichetta: Polydor                                                  | —           |                | Goats Head Soup      |
| 2020                                                                          | Scarlet - Pubblicato: 22 luglio 2020 - Etichetta: Polydor                                                     | —           |                | Goats Head Soup      |
| 2021                                                                          | Troubles a' Comin - Pubblicato: 30 settembre 2021 - Etichetta: Polydor                                        | —           |                | Tattoo You           |
| 2023                                                                          | Angry - Pubblicato: 6 settembre 2023 - Etichetta: Polydor                                                     | 34          |                | Hackney Diamonds     |
| 2023                                                                          | Sweet Sounds of Heaven (feat. Lady Gaga & Stevie Wonder) - Pubblicato: 28 settembre 2023 - Etichetta: Polydor | —           |                | Hackney Diamonds     |
| 2023                                                                          | Mess It Up - Pubblicato: 20 ottobre 2023 - Etichetta: Polydor                                                 | —           |                | Hackney Diamonds     |
| "—" indica una pubblicazione non classificata o non pubblicata in quel paese. | |             |                |                      |